# Vesicapalpus
Vesicapalpus es un género de arañas araneomorfas de la familia Linyphiidae. Se encuentra en Sudamérica.

## Lista de especies
Según The World Spider Catalog 12.0:
- Vesicapalpus serranus Rodrigues & Ott, 2006
- Vesicapalpus simplex Millidge, 1991